# 18-й армійський корпус (Україна)
18-й армійський корпус (18 АК) — оперативно-тактичне об'єднання Сухопутних військ Збройних сил України.

## Історія

### Передумови
З кінця 2024 року обговорювався перехід ЗСУ на корпусну систему. На початку 2025 року ці зміни почали втілюватися.

### Створення
У квітні 2025 року корпус очолив колишній командир 10-ї окремої гірсько-штурмової бригади полковник Роман Дармограй. Відомо, що корпус формується на Черкащині.

## Командування

### Командири
- з 04.2025: полковник Дармограй Роман Анатолійович